# Dombóvári Helytörténeti Múzeum
A Dombóvári Helytörténeti Múzeum (Dombóvári Kulturális Szolgáltató Központ - Helytörténeti Gyűjtemény) a Dombóvári kistérség kultúrfejlődésére vonatkozó tárgyi és egyéb emlékeket gyűjtő, feldolgozó, rendszerező és másoknak bemutató kulturális intézmény. A helytörténeti gyűjtemény ma már nem egyszerűen kiállítást jelent, hanem egyrészről számos kulturális rendezvénynek is otthont ad, másrészről a látogatót nem csupán passzív szemlélődésre, hanem modern technikai eszközök igénybevételével interaktív közreműködésre készteti. A „ne nyúlj hozzá!” és a „mindent a szemnek” jelszavak számos esetben ma már nem érvényesülnek – a látogató maga is részévé válhat a kiállításnak.

## Fekvése
A  Napsugár Áruház oldalán, a volt Esterházy-uradalmi középületek során (ill. között) található, a Pécs felé vezető 611. sz. főút mellett. 

### Az intézmény adatlapja
Igazgató: Müller Ádám muzeológus
Cím: 7200 Dombóvár, Szabadság u. 16.
Telefon: 74/564-564
mobil: 20/910-8066
e-mail: muzeum.dombovar@gmail.com
weboldal: A Helytörténeti Gyűjtemény bemutatása
Facebook: Dombóvári Helytörténeti Gyűjtemény
GPS koordináták:  N 46º 22,438’ E 018º 07,786’

### Dombóvári Művelődési Ház, Könyvtár és Helytörténeti Gyűjtemény
(rövidítve: Dombóvári Kulturális Szolgáltató Központ)
- Dombóvári Helytörténeti Múzeum - Dombóvári Városszépítő és Városvédő Közhasznú Egyesület
- Tinódi Ház
- Földi István Könyvtár

## Története
A múzeumnak helyet biztosító kis-kastély 1896-ban épült főszolgabírói lakásnak. 1945 után volt fegyveres erők klubja, tiszti lakás, majd iskola. 2000-ben a Dombóvári Városszépítő és Városvédő Közhasznú Egyesület öntevékeny közösségének rendelkezésére bocsátotta Dombóvár Város Önkormányzata, hogy helytörténeti gyűjteményt rendezhessenek be. A helyileg védett épület méltó helyet biztosít a szellemi és tárgyi kulturális értékeknek, amely a lakosság adományaival állandóan gyarapszik. 2001-től közérdekű muzeális intézmény. Az intézmény elnevezése 2021-től: Dombóvári Kulturális Szolgáltató Központ - Dombóvári Helytörténeti Gyűjtemény.

## Nevezetességei - 2001-től

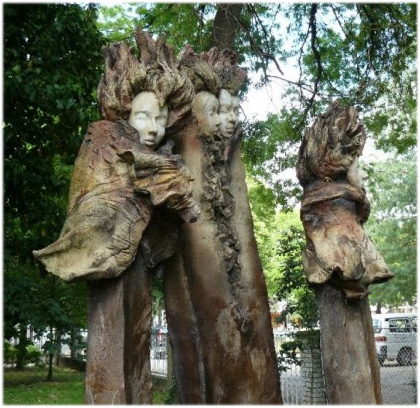
Varga Gábor keramikus, szobrászművész: Álmodozók c. alkotása.

Dombóvár és  környéke kincseinek állandó bemutatóhelye
A Dombóvári Helytörténeti Gyűjtemény 2001. szeptember 22-én  nyílt meg a város által felújított és e célra átadott volt főszolgabírói lakban. A gondozott városközponti elő park maga is egyfajta szabadtéri múzeum: irodalomtörténetünk idekötődő nagyjait bemutató tablók, öreg fák, valamint Varga Gábor szobrászművész „Álmodozók” (1986) című kompozíciója fogadja a sétálni, pihenni, majd múzeumba lépni szándékozókat. Az épület mögötti árnyas udvaron került elhelyezésre Bocz János faszobrász restaurátor Napkorongos Életfája (2006), egy, a legújabb kori település vasúti jellegét is jelképező gőzmozdony-feltöltő kút és a 2007. augusztus 20-án avatott kenyérsütő kemence és gazdasági fészer.

### Előtér
A település múltja  iránt érdeklődők  igazából a névadó tölgyfa  (ősszláv: ’dombu’) hatalmas képe mellett az immár bizonyíthatóan 25.000 évvel ezelőtt (!) ember-formálta környék történelmének nagyméretű, kaput formázó képeskönyvével  találkozhatnak először.
Innen közelíthető meg a munkatársi-ügyeleti szoba, ahol a különböző ingyenes képes információs kiadványok mellett helytörténeti könyvek, valamint tájjellegű népművészeti, kézműves termékek egyaránt kaphatók. Itt láthatók a mai város területén és környékén előkerült több ezer éves archeológiai leletek. Gazdag a római kori anyag: mécsesek, edény és szobortöredékek, uralkodói képmással díszített pénzek sokasága. Középpontban a közeli Alsóhetény közelében feltárt és legendás „Süllyedt vár” (hatalmas római katonai erőd) közel 3 négyzetméter alapterületű makettje jelképezi a Krisztus utáni harmadik század Pannóniájának építkezési kultúráját. A múlt század utolsó harmadában nagy társadalmi erőkkel folyt ásatás támogatásának elismeréseként a Magyar Régészeti és Művészettörténeti Társulat 1995-ben a rangos Henszlmann Imre-díjjal tüntette ki a várost.

### dr. Szőke Sándor terem
A másik bejárati egység már a múzeum első kiállítótermébe vezet. Ez a helyiség a muzeális gyűjtemény alapításában kezdetektől élenjáró Dr. Szőke Sándor geográfus tanár, helytörténész (1932 – 2005) nevét viseli. Az időszakos kiállítások maguk is a hely történetével kapcsolatos témákat dolgoznak fel, így a település 1715-től használatos első, ismert pecsétje, majd a további hiteles dokumentumok, adománylevelek, feljegyzések, a legfontosabb közösségi jelképek köré szerveződnek a látványos bemutatók.

### Közkincs terem
A Közkincs – szoba a Dombóvár s környékének hagyományos népéletét reprezentáló tárgyegyütteseket mutatja be a régies házbelső rendje szerint. A kamra jellegzetes felszerelései mellett a konyha, illetve a családi étkezés gazdag és változatos világa is feltárul. A szobai enteriőrben megjelennek a paraszt-polgári bútorok, valamint a dél-dunántúli pásztorművészet több  ritka, becses alkotása. A magyar és sváb kölcsönhatást is tükröző néhány archaikus tárgy mellett a  múzeumi gyűjtemény büszkesége: a Kapos és Koppány folyók menti hímzett férfi ingek gyönyörű minta- és motívumkincse teljes pompájával sorakozik  e teremben. A fehér fonállal varrott-díszített kendervászon alapú viseletdarabok, valamint e táj asszonyainak kendői s a „pille” nevet viselő fejdísz - sorozatok még különlegesebbé teszik a múzeum e helyiségének látnivalóit. „Az élő és tevékenykedtető múzeum eszméjét” az itt rendszeresen folyó hímző köri munka és az iskolások hon- és népismereti órái váltják valóra.

### Szepessy László terem
A városka korabeli jogéletére ügyelő mindenkori főszolgabíró családja 1896 és 1948 között a szalonban és az avval együvé nyitott ebédlőben élte a társasági életet. A múzeum e legnagyobb alapterületű kiállító helyisége Szepessy László költő (1880 – 1915) nevét viseli, így őrizve a 19. és 20. század fordulóján élt s az első világháborúban hősi halált halt magyar művész-nemzedék jeleseinek emlékét is.

### Folyosó galéria
A folyosói „galéria” a Dombóvárhoz kötődő képzőművészek javától származó festmények és grafikai alkotások reprezentatív keresztmetszetét nyújtja. Az alkotások tematikáját egyértelműen a település jellegzetes épületei, részletei, valamint annak történelem formálásában jelentős szerepet játszott személyiségek adják. Fetter Károly, Marczell György vagy Sarkantyu Simon neve ma is jól cseng a magyarországi míves szobrászat és magas színvonalon iskolázott festészet rajongóinak körében.

### Pátria Nyomda terem
A tágas folyosói térből nyílik a technika- és művelődéstörténet különleges  tárgy-együttesét, a Pátria Nyomdától örökölt, illetve Erky-Nagy Tibor neves tipográfus által megmentett és jórészt működőképessé tett szedő- és nyomó gépeket bemutató kisterem. Oktató- és élmény-funkciója mellett e helyiség Dombóvár lakói számára immár egyet jelent a helyi március 15-ei ünnepélyek egyik fontos eseményével: a forradalmi sajtó-foglalást felidéző dramatikus játékok számára itt készülnek a Nemzeti dal és a 12 pont példányainak hasonmás nyomatai.
Gépkocsi és kerékpár parkolási lehetőség a múzeum épülete előtt.
A múzeumhoz tartozó további két fiók-intézmény: a Dombóvári Vasúttörténeti Múzeum és a szigeterdei kora középkori Lakótorony kiállítóhelyek látnivalóiról és nyitvatartásáról a múzeum telefonos, vagy online elérhetőségein kérhető információ. /lásd: További információk szakasz/
A múzeum fenntartását Dombóvár Város Önkormányzata biztosítja, míg szakmai működtetését a Dombóvári Városszépítő és Városvédő Közhasznú Egyesület (al.: 1984) nyújtja. 

## Nevezetességei - 2021
A gyűjtemény épületét 200?-ban és 201?-ben átépítették.

### I. sz. terem
A vaskorig terjedő időszak bemutatása. Bemutatásra kerülnek Dombóvár és a Dombóvári kistérség régészeti lelőhelyei. Többek között a TESCO-ásatás 2007 leletei is megtekinthetők.

### II. sz. terem
- A római kori Iovia - Süllyedtvár Alsóhetény közelében, ásatásainak bemutatása
- Dombó Pál korának bemutatása

### III. sz. terem
Dombóvár utolsó 300 évének régészeti emlékeinek bemutatására szolgáló kiállító tér. 
- Esterházy család építkezései
- Vasútépítés, urbanizáció és a világháborúk tragikus történései
- A vendéglátás 100 évvel ezelőtti ábrázolása

## Kulturális rendezvények a múzeumban[4]
Helytörténeti Klub sorozat, minden hónap második csütörtökén.
Június 2. vagy 3. hétvégéje: Múzeumok Éjszakája
Szeptember 22: A Múzeum születésnapja
Október: Múzeumok Őszi Fesztiválja
December: Múzeumi Advent

## Helytörténeti sorozat
1993-ban a Dombóvári Városszépítő és Városvédő Egyesület helytörténeti sorozatot indított.
1. helytörténeti kiadvány: Dr. Szőke Sándorné, A dombóvári gimnázium seccói - 1993-94
2. helytörténeti kiadvány: Dr. Szőke Sándor, Dombóvár - 1996
3. helytörténeti kiadvány: Takács Istvánné, Gyökerek nyomában - 1998
4. helytörténeti kiadvány: A Dombóvári Városszépítő Egyesület 15 éve - 1999
5. helytörténeti kiadvány: Takács Istvánné, Arcok Dombóvárról - 2000
6. helytörténeti kiadvány: Dr. Szőke Sándor, Dombóvár háborús évei - 2002
7. helytörténeti kiadvány: Múzeum, a helytörténeti gyűjtemény - 2004
8. helytörténeti kiadvány: Tóth Endre: Studia Valeriana. Dombóvár - 2009
9. helytörténeti kiadvány: Kriston Vízi József - Millisits Máté: Ismerős művek elfeledett alkotója. Horvay János (1874-1944). Dombóvár - 2011
10. helytörténeti kiadvány: Dr. Szőke Sándorné: A főszolgabírói laktól a múzeum épületéig. Dombóvár - 2011

## Helytörténeti kiadványok a Dombóvári kistérségről[5]
Egy lista a teljesség igénye nélkül:
- Beles Lajos könyvei:

Vasutas Murphy
A Dombóvári Vasutas Sportegyesület 75 éve - 2002
- Beles Lajos - Francz József: Fejezetek a dombóvári fűtőházak történetéből - 1998
- Csöglei István: Fejezetek a Dombóvári Tűzoltóság 125 éves történetéből - 2001
- Erky-Nagy Tibor könyvei:

100 év Dombóváron - 2000
Dombóvár tegnap és tegnapelőtt - 2006
DOMBÓ retró - 2008
- Szabó Géza: Föld felett, föld alatt - 2007
- dr. Szombat Tibor: Dombóvár Anno - 2007
- dr. Varga Ferencné: A dombóvári ének-zenei általános iskola története - 2000

Prospektusok a TOURINFORM irodában találhatók: 7200 Dombóvár, Hunyadi tér 42.

## Képeslapok
- Dombóvár anno .... (2x8 db) - 1987
- Kossuth-emlékmű - 1999

## Filmek

### Videók
- Dr. Szőke Sándor - Városi Televízió: Oktató és ismeretterjesztő videó-film Dombóvárról - 1995

### DVD-k
- Dombóvár településföldrajza
- Zelend István: Házi múzeum, Aranycsapat
- Beles Lajos: Dombóvár és a vasút
- A Városszépítő Egyesület néhány tevékenysége
- Dombóvár és környéke[6]